# Afrostyrax
Afrostyrax – rodzaj roślin z rodziny Huaceae. Obejmuje 3 gatunki występujące w tropikalnej Afryce. Kora i nasiona wykorzystywane są jako przyprawy o aromacie czosnkowym. 

## Systematyka
Jeden z dwóch rodzajów rodziny Huaceae stanowiącej klad bazalny w obrębie rzędu szczawikowców. 
Wykaz gatunków
- Afrostyrax kamerunensis G.Perkins & Gilg
- Afrostyrax lepidophyllus Mildbr.
- Afrostyrax macranthus Mildbr.